# زمین‌لغزش ۲۰۱۷ سیرالئون
زمین‌لغزش ۲۰۱۷ سیرالئون روز دوشنبه ۱۴ اوت در حومه فری‌تاون پایتخت این کشور به دنبال بارندگی شدید و جاری شدن سیل به وقوع پیوست و طی آن دستکم ۴۰۰ تن کشته و هزاران نفر آواره شدند. در این حادثه تپه‌ای در شهرک ریجنت در حومه پایتخت بر اثر سیل ناشی از بارش مداوم و شدید باران فروریخت که باعث مدفون شدن بسیاری از خانه‌های مسکونی شد. ارنست بای کوروما رئیس‌جمهور سیرالئون خواستار کمک فوری به سیل زدگان این کشور شد.

## تلفات و خسارات
بدنبال بارندگی شدید و جاری شدن سیل در حومه شهر فری تاون، پایتخت سیرالئون، صدها نفر کشته شدند. معاون رئیس‌جمهور سیرالئون ویکتور فو گفت اعتقاد بر این است که صدها تن هنگامی که زمین‌لغزش حومه فری تاون پایتخت سیرالئون را درهم کوبید، کشته شدند وی گفت در مناطق کوهستانی شهر رانش زمین تعدادی از خانه‌هایی که بدون اجازه بنا شده بودند را ویران کرده‌است.
صلیب سرخ در همان روز حادثه تعداد اجساد را در سردخانه مرکزی ۱۷۹تن برآورده کرده‌است. سخنگوی صلیب سرخ ابو بکر تاراوالی گفت، انتظار می‌رود تلفات افزایش یابد. پاتریک ماساکوآ، یک سخنگوی دیگر صلیب سرخ در فری تاون گفت که تا بعدازظهر دوشنبه تعداد کشته‌شدگان به ۳۱۲ نفر رسید. این ارگان گفت که این سیل و رانش زمین را می‌توان مرگبارترین سیل طی ۲۰ سال گذشته در آفریقا دانست.
براساس گزارش رسانه‌ها در ۱۵ اوت، آمار کشته‌ها به بیش از ۴۰۰ تن رسید. مقامات سازمان ملل متحد روز ۱۸ اوت آمار قربانیان تاکنون را ۴۰۹ نفر اعلام کرد. همچنین شمار زیادی از ساکنان منطقه همچنان مفقود هستند. صلیب سرخ سیرالئون آمار مفقود شدگان را ۶۰۰ نفر اعلام کرد و از افزایش شمار قربانیان ابراز نگرانی کرده‌است.